# ایلشهر
ایلشهر، روستایی است از توابع بخش بوشکان در شهرستان دشتستان استان بوشهر ایران.این روستا جهت اسکان بخشی از عشایر ایل قشقایی ایجاد شده است.

## جمعیت
این روستا در دهستان بوشکان قرار داشته و براساس سرشماری سال ۱۳۸۵ جمعیت آن ۴۱۸نفر (۸۳خانوار) می‌باشد.جمعیت این روستا از ایل قشقایی میباشند.

## مردم
اهالی بوشکان از ایل قشقایی هستند و به زبان ترکی قشقایی سخن می گویند.